# Scantraxx Recordz
A Scantraxx egy holland hardstyle-zenei kiadó, melyet Dov Elkabas, művésznevén The Prophet alapított 2002-ben.

## S.W.A.T
2007 novembere és 2008 áprilisa között a kiadó nagyszámú rendezvényt szervezett Európában és Ausztráliában S.W.A.T (Scantraxx World Artist Tour) néven, melyek 2009-ben és 2010-ben ismét megrendezésre kerültek, de már csak Európában.

## Alkiadók

### Jelenleg is működő
- Scantraxx BLACK (raw hardstyle és hardcore techno publikálására létrehozott alkiadó)
- Scantraxx CARBON (a raw hardstyle műfajában alkotó tehetségek műveit kiadó alkiadó) [3]
- Scantraxx Evolutionz (a D-Block & S-te-Fan alkiadója)
- Scantraxx Silver (az euphoric hardstyle műfajában alkotó tehetségek műveit kiadó alkiadó)
- Scantraxx Prospexx (A jövő hardstyle művészeinek szánt kiadó)

### Inaktív
- A² Records (Alpha² alkiadója, a Scantraxx BLACK vette át a helyét)
- Gold Records (korábban TiLLT Gold; Max Enforcer alkiadója)
- M!D!FY (Brennan Heart alkiadója; ahogyan a M!D!FY Digital is)
- Paint It Black
- Scantraxx Global
- Scantraxx Italy (Davide Sonar alkiadója)
- Scantraxx Reloaded (Headhunterz alkiadója)
- Scantraxx Special
- ScantraXXL
- Squaretraxx (Ruthless alkiadója)
- Unleashed Records (Digital Punk alkiadója)
- X-Bone (korábbi, tehetségek műveit kiadó alkiadó)
- X-Raw (korábbi, a raw hardstyle műfajában alkotó tehetségek műveit kiadó alkiadó)

## Művészek

### Jelenleg is Alkotó Művészek

#### Scantraxx
- Adrenalize
- D-Attack
- D-Block & S-Te-Fan
- Deetox
- Demi Kanon
- Devin Wild
- DJ Isaac
- Envine
- Imperatorz
- Imperial
- JDX
- Keltek
- Kronos
- Lady Faith
- The Prophet

#### Scantraxx BLACK
- D-Attack
- Deetox
- Imperatorz
- Imperial
- Kronos
- Level One
- Revive
- Rogue Zero
- The Prophet

#### Scantraxx CARBON
- Dvastate
- Level One
- Nightcraft
- Revive
- Rogue Zero

#### Scantraxx Evolutionz
- D-Block & S-te-Fan
- DJ Isaac
- Ghost Stories

#### Scantraxx Silver
- Bright Visions
- Divinez
- Eternate
- Retrospect
- Scabtik

#### Scantraxx Prospexx
- Bright Visions
- Divinez
- Dvastate
- Eternate

### Korábbi, vagy Inaktív Művészek
- 2-Sidez (B-Front és DJ Pulse projektje)
- Adaro (Roughstate)
- A-lusion (Lussive Music)
- The Anarchist (inaktív)
- ANDY SVGE (I Am Hardstyle)
- Arkaine (inaktív)
- Artic (inaktív)
- Airtunes (jelenleg Broken Element)
- Audiofreq (saját kiadó: Audiophetamine)
- Audiotricz (Art of Creation, jelenleg I Am Hardstyle)
- Atmozfears
- Bass Modulators (Art of Creation)
- Beat Providers (E-Force és Roy van Schie, inaktív)
- Bioweapon (korábban; Code Black & Audiofreq)
- Black Identity (The Prophet és JDX inaktív projektje)
- Blademasterz (jelenleg Brennan Heart)
- BMBSQD (inaktív)
- Brennan Heart (saját kiadó: WE R, jelenleg I Am Hardstyle)
- Brennan & Heart (korábban Brennan Heart & DJ Thera)
- Charger
- Clive King
- Davide Sonar (inaktív)
- Dirk-Jan DJ (jelenleg DJ Duro)
- DJ Duro (A Showtek egyik tagjának inaktív projektje)
- Dopeman (The Prophet inaktív projektje)
- Energyzed
- E-Force (End of Line Recordings)
- F8trix (inaktív)
- Festuca (jelenleg Jesse Jax)
- Frontliner (saját kiadó: Keep It Up Music)
- Gunz for Hire (Adaro és Ran-D projektje, jelenleg a Roughstate kiadóval állnak szerződésben)
- Gostosa (Gostosa az "arc" volt, Headhunterz készítette a zenét)
- Hardheadz (The Prophet és Pavo inaktív projektje)
- Headhunterz (Art of Creation)
- Headliner (jelenleg Showtek)
- Herculez On Dope
- JNXD
- Krusaders (inaktív)
- Max B. Grant (ETX Records)
- Max Enforcer (Lose Control Music)
- Outsiders (Wildstylez és Alpha² inaktív projektje)
- Pavo (inaktív)
- Pherato
- Project One (Headhunterz és Wildstylez projektje, saját kiadójuk:Art of Creation)
- Ran-D (Roughstate)
- Requiem
- Ruthless
- RVAGE (Minus Is More)
- S-Dee (inaktív)
- Scope DJ (inaktív)
- SMD (Noisecontrollers projektje, inaktív)
- Second Identity (A-lusion és Scope DJ inaktív projektje)
- Seizure (Wildstylez és Ruben Hooyer inaktív projektje)
- Shockerz (jelenleg Aftershock, inaktív)[4]
- Stephanie
- Supaboyz jelenleg Zatox)
- Sylenth & Glitch (A-lusion és Jones inaktív projektje)
- Taq 9 (The Prophet és DJ Gizmo inaktív projektje)
- The Masochist (The Prophet inaktív projektje)
- The R3belz (inaktív)
- Unknown Analoq (jelenleg Brennan Heart)
- Wasted Penguinz
- Waveliner (inaktív)
- Waverider (jelenleg ANDY SVGE)
- Wildstylez (saját kiadó:Lose Control Music, jelenlegi kiadó(szintén saját): Art of Creation)

## Fordítás
Ez a szócikk részben vagy egészben  a   Scantraxx című angol Wikipédia-szócikk fordításán alapul.  Az eredeti cikk szerkesztőit annak laptörténete sorolja fel. Ez a jelzés csupán a megfogalmazás eredetét és a szerzői jogokat jelzi, nem szolgál a cikkben szereplő információk forrásmegjelöléseként.